# Kruno Tonković
Krunoslav Tonković (Novska, 7 giugno 1911 – Zagabria, 3 aprile 1989) è stato un ingegnere croato.

## Biografia
Kruno Tonković trascorse gran parte della sua infanzia e giovinezza a Ogulin. Nel 1935 conseguì il diploma di ingegneria civile presso la facoltà tecnica dell'Università di Zagabria. Dopo il servizio militare obbligatorio e i primi lavori, durante la Seconda guerra mondiale lavorò alla ricostruzione del ponte ferroviario di Jakuševac vicino a Zagabria. Dopo la guerra divenne capo della progettazione dei ponti presso il Ministero croato delle Infrastrutture e iniziò a tenere lezioni presso la facoltà tecnica. Nel 1951 divenne professore assistente e nel 1964 gli venne assegnata la cattedra di costruzione di ponti. Oltre alla sua attività di insegnante, progettò e costruì numerosi ponti ed edifici. Fino alla sua morte fu impegnato nella pubblicazione di articoli scientifici e di altra letteratura specialistica e nella seconda metà del XX secolo esercitò un'influenza significativa sulla costruzione dei ponti croati. 
Morì a Zagabria il 3 aprile 1989 all'età di 77 anni.

## Opere principali

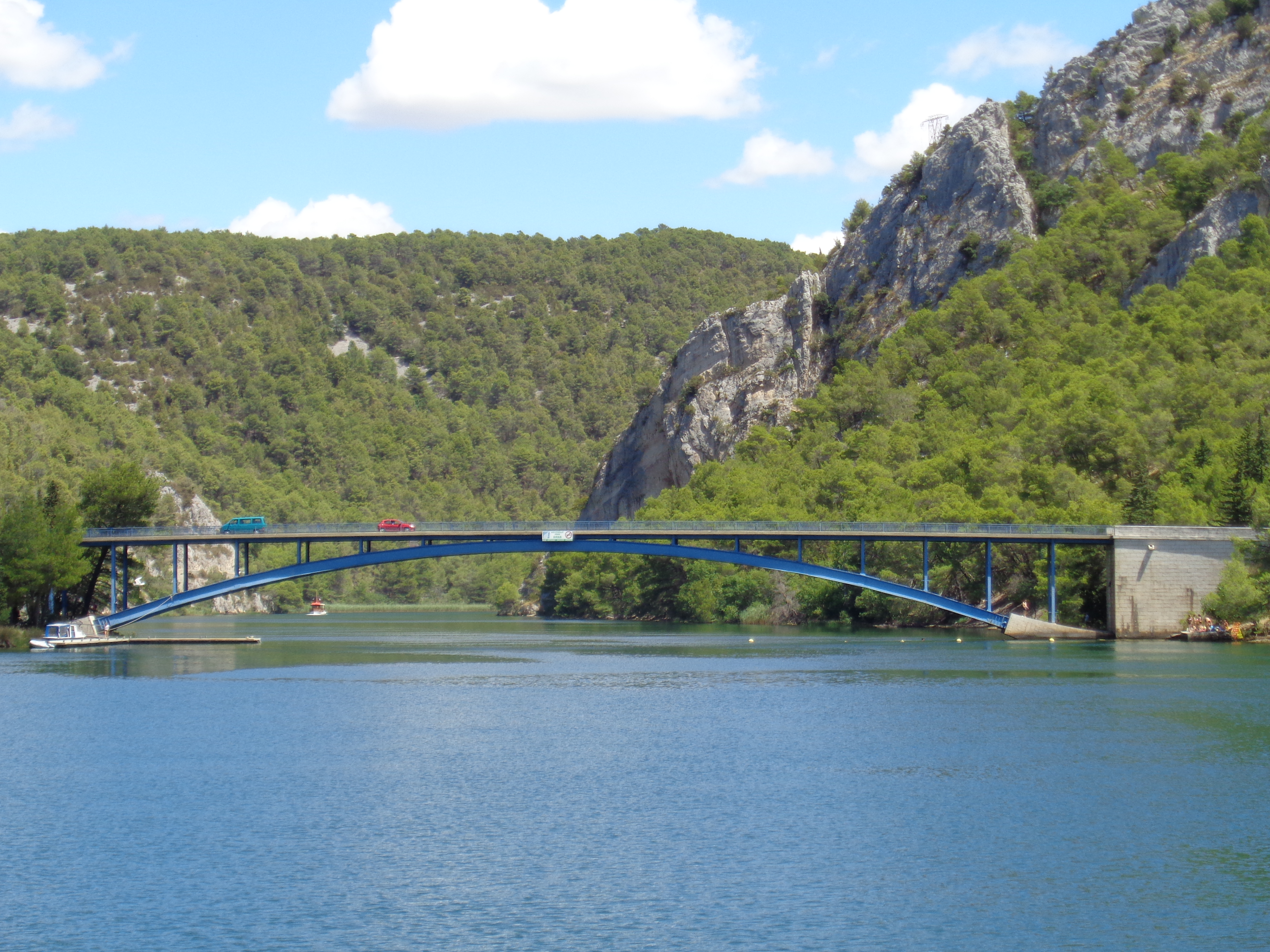
Ponte sulla Cherca, presso Scardona.

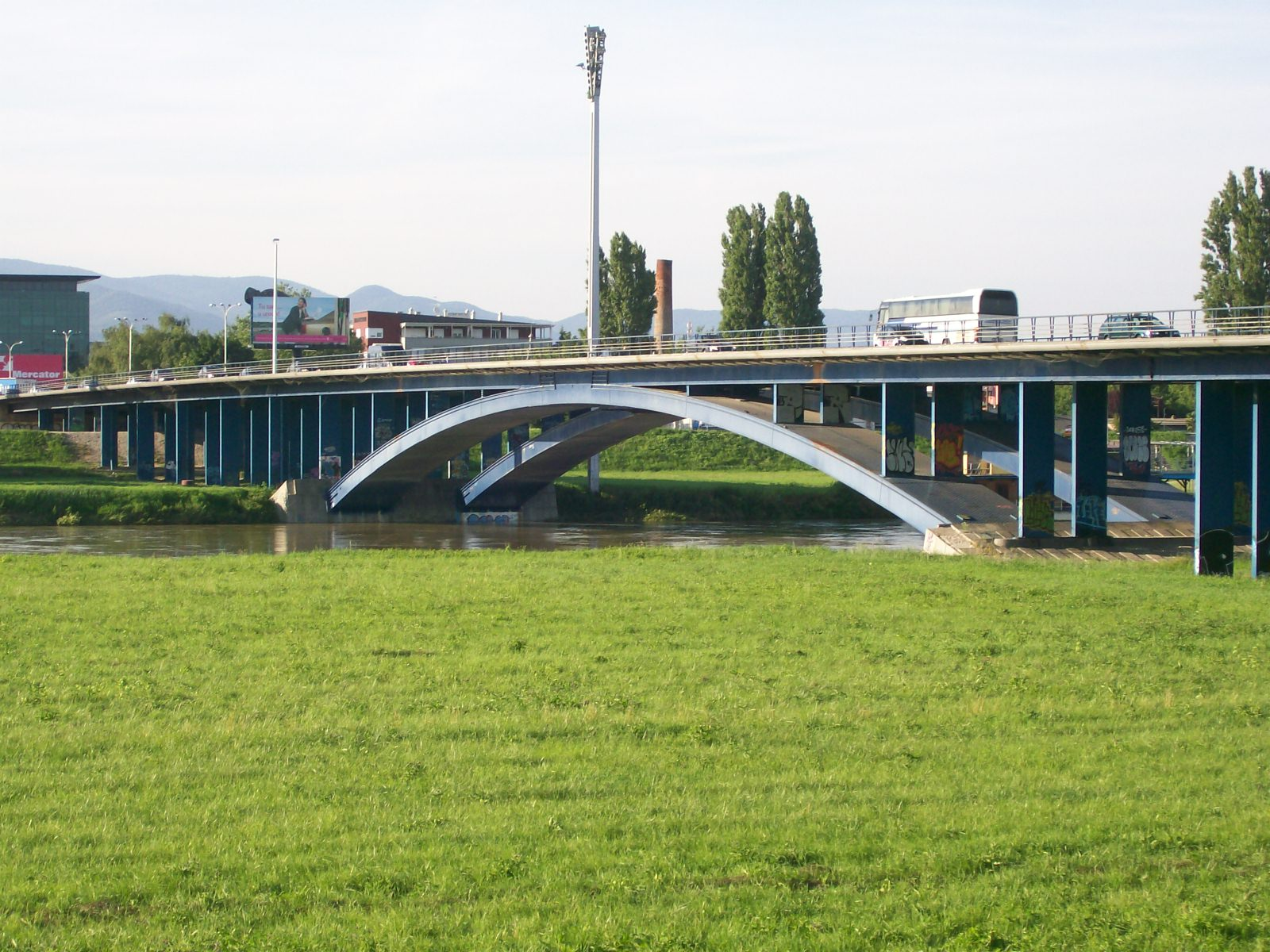
Il ponte della Libertà a Zagabria.

- Ponte sulla Cherca, presso Scardona
- Ponte sul Korava a Slunj (D1)
- Ponte sullo Slunjčica a Slunj
- Ponte sul Korana a Selište Drežničko (D1)
- Il ponte della Libertà sulla Sava a Zagabria
- Ponte Jankomir sulla Sava a Zagabria
- Ponte sulla Drava presso Osijek (E73)
- Ponte mobile sulla Cettina ad Almissa
- Ponte sulla Bosna a Zenica
- Ponte sul Korana a Karlovac (D6)